# رافاييل ماتوس
رافاييل ماتوس (بالبرتغالية: Rafael Matos‏) هو لاعب كرة مضرب برازيلي، ولد في 6 يناير 1996 في بورتو أليغري في البرازيل.

## روابط خارجية
- رافاييل ماتوس على موقع رابطة محترفي التنس (الإنجليزية)
- رافاييل ماتوس على موقع الاتحاد الدولي لكرة المضرب (الإنجليزية)
- رافاييل ماتوس على موقع كأس ديفيز (الإنجليزية)
- رافاييل ماتوس على موقع خلاصة التنس.كوم (الإنجليزية)
- رافاييل ماتوس على موقع إي إس بي إن.كوم (الإنجليزية)